# Der Bärenhäuter (Siegfried Wagner)
Der Bärenhäuter ist eine Oper in drei Akten von Siegfried Wagner, der auch das Libretto verfasst hat. Das Stück spielt in den Bayreuther Landen zur Zeit des Dreißigjährigen Krieges.
Der Bärenhäuter nach dem gleichnamigen Märchen der Brüder Grimm (→ Der Bärenhäuter) ist die erste von insgesamt 17 Opern von Siegfried Wagner. Sie wurde am 22. Januar 1899 im Hof- und Nationaltheater München uraufgeführt.

## Entstehung
Im Frühjahr 1895 erfuhr Siegfried Wagner, dass sich Engelbert Humperdinck mit dem Gedanken getragen hatte, die beiden zusammenhängenden Märchen der Brüder Grimm, Der Bärenhäuter und Des Teufels rußiger Bruder, zu vertonen, diesen Gedanken jedoch aufgegeben habe. Dies inspirierte ihn dazu, selbst in diese Richtung aktiv zu werden.
Anfang 1896 begann er mit der Komposition der Ouvertüre, zu der er bereits Themen im Kopf hatte. Im Vergleich zu Vorspielen und Ouvertüren seiner Zeitgenossen wie Eugen d’Albert, Engelbert Humperdinck oder Richard Strauss ist die Ouvertüre mit etwa 14 Minuten Spieldauer ebenso umfangreich wie die übrigen orchestralen Vor- und Zwischenspiele dieses Werkes. Auch hinsichtlich der Orchesterbesetzung unterscheidet er sich etwa von Richard Strauss, dessen Besetzungen immer gewaltiger wurden, während Wagner ein Orchester in üblicher Stärke verwendete.
Das Libretto verfasste Wagner selber nach den oben genannten Märchen, einer Sage aus dem Spielmannsbuch von Wilhelm Hertz und einem historischen Ereignis aus dem Dreißigjährigen Krieg, das dem Werk einen realen Hintergrund geben sollte.
Als Siegfried Wagner den 1. Akt fertiggestellt hatte, kam es zu einem Rechtsstreit zwischen Wagner und Arnold Mendelssohn, der an dem gleichen Stoff arbeitete und erklärte, Wagner hätte gewusst, dass er als erster mit der Komposition begonnen habe. Es kam zu keiner Einigung und Wagner vollendete nach den Bayreuther Festspielen 1897 im Oktober den zweiten und an seinem 29. Geburtstag, dem 6. Juni 1898, die gesamte Partitur.
Das Werk ist im Max Brockhaus Musikverlag in Leipzig erschienen, wurde nach der Uraufführung in die Spielpläne verschiedener Bühnen im deutschsprachigen Raum aufgenommen und in der ersten Spielzeit 77 mal aufgeführt. Zu den Aufführungsorten zählten Frankfurt, Gotha, Hamburg, Karlsruhe, Leipzig, Wien (unter der Leitung von Gustav Mahler) und Prag. Mit 177 Aufführungen an etwa 35 Bühnen wurde Der Bärenhäuter in der Spielzeit 1899/1900 zur meistgespielten Oper, wobei auch Opernhäuser in England, Frankreich und Ungarn das Werk aufführten.
Siegfried Wagner wurde durch diesen Erfolg als Komponist von Märchenopern abgestempelt, so wie es zuvor schon Humperdinck mit seiner Oper Hänsel und Gretel im Jahre 1893 ergangen war. Die gleichnamige Oper von Arnold Mendelssohn gelangte im Jahre 1900 in Berlin zur Uraufführung und wurde nach einigen Aufführungen vom Spielplan genommen.

## Handlung

### Erster Akt
Die Bevölkerung eines kleinen Dorfes begrüßen Heimkehrer aus dem Dreißigjährigen Krieg. Nur Hans Kraft, dessen Mutter inzwischen verstorben ist, findet keine Beachtung. Vom Teufel erhält der stellungslose Hans das Angebot, die Kessel in der Hölle zu hüten, in denen die armen Sünder schmoren. Er nimmt das Angebot an und begleitet den Teufel in die Hölle, wo ihn dieser noch einmal an seine übernommene Pflicht erinnert, weil er sonst mit Strafe zu rechnen hätte. Der Teufel geht auf Reisen und Hans beginnt damit, die Kessel zu heizen. Da erkennt er in einer der klagenden Stimmen jene seines Wachtmeisters wieder, der ihn im Krieg besonders geplagt hatte.
Ein Fremder erscheint, gibt sich als Peter Schließer aus und schlägt Hans ein Würfelspiel vor. Da Hans kein Geld besitzt, setzt er Seelen aus dem Kessel und verliert ständig. Zuletzt glaubt er, mit 12 Augen zu gewinnen, aber der Fremde würfelt eine »13« und gewinnt damit alle Seelen, die mit einem Halleluja zum Himmel aufsteigen.
Als der Teufel heimkehrt und wütend den Verlust aller Seelen bemerkt, soll Hans zur Strafe in Teufelsgestalt auf die Welt zurückkehren. Er darf sich nicht waschen und ist dem Teufel endgültig verfallen, wenn er kein Mädchen findet, das ihn trotz seines hässlichen Aussehens liebt und ihm drei Jahre lang treu bleibt. Er soll dem Mädchen die Hälfte seines Ringes schenken und wenn die andere Hälfte nicht bleicht, ist dies das Zeichen ihrer Treue und er bekommt seine menschliche Gestalt zurück. Er erhält einen Sack voll Gold, der niemals leer wird und sollte ihm die Befreiung gelingen, so hat Hans beim Teufel zusätzlich noch drei Wünsche frei.
Der Teufel ruft andere Teufel herbei, die Hans verunstalten, ihn mit Ruß und Kot bespritzen und ihm ein Bärenfell umhängen. Dann speit ihn ein Drachenmaul-ähnliches Loch unter Feuer, Blitz und Donner aus der Hölle aus.

### Zweiter Akt
In einem Gasthaus erzählen der Bauer Heiner und das Schankmädchen Anna einander Geistergeschichten. Als es an der Tür klopft und Anna öffnet, glaubt sie, der Teufel stünde vor der Tür. Es ist Hans, der Bärenhäuter, der Einlass begehrt. Als er schließlich zu schimpfen beginnt, vermuten die Bauern und der Pfarrer, dass er doch ein Mensch und kein Teufel sei. Er muss jedoch seine Füße erst einer Probe unterziehen, ob er auch keinen Pferdefuß hat. Schließlich gelangt Hans durch das Fenster in die Gaststube und als ihn Anna ausfragen will, stellt er sich verrückt. Nachdem die meisten Gäste mit dem Pfarrer das Gasthaus verlassen haben, weckt der Wirt etwas unsanft den Bürgermeister, der an seinem Tisch eingeschlafen ist, fordert ihn auf, seine schon lange ausstehende Zeche zu bezahlen und droht ihm damit, sein Gut zu pfänden. In das folgende Handgemenge zwischen Wirt und Bürgermeister greift Hans ein und übernimmt die Schulden des Bürgermeisters.
Der Bürgermeister erzählt Hans bei Wein von seinen drei unverheirateten Töchtern, die niemand heiraten will, weil er so arm ist, worauf sich Hans als Freier anbietet. Beim Maitanz am nächsten Morgen sollen Hans die drei Töchter vorgestellt werden, wobei sein Aussehen damit erklärt werden soll, dass Hans ein Gelübde wegen einer untreuen Geliebten abgelegt habe. Der Bürgermeister verabschiedet sich und Hans begibt sich zur Ruhe. Der Wirt schleicht herein und will den Sack stehlen, den Hans im Gastzimmer vergessen hat. Als er ihn öffnet fliegt allerlei Ungeziefer heraus und quält ihn. Als Hans mit einer Lampe hereinkommt, verschwindet der Spuk.
Schon im Morgengrauen wird die Gaststube festlich geschmückt und die Dorfjugend zieht tanzend vorbei. Dann erscheint der Bürgermeister mit seinen Töchtern Lene, Gunda und Luise. Während die beiden älteren Hans verspotten und weglaufen, bemerkt Luise, die jüngste der drei Schwestern, dass Hans eine Träne herabrinnt. Nach beharrlicher Befragung gibt er schließlich zu, dass sie ihm helfen könne, wenn sie die Hälfte seines Ringes bewahren und ihn nicht vergessen würde. Sie weiß, dass sie die mit Ruß beschmierte Gestalt nicht vergessen würde, nimmt die Hälfte des Ringes und bindet ihn an einem Band um ihren Hals.
Der als Dieb ertappte Wirt hat die Bauern gegen den Bärenhäuter aufgehetzt und behauptet, dessen Geld sei Teufelsgeld. Sie bedrohen Hans nun mit Knüppeln und Dreschflegeln und als er meint, dann seien auch die sechzig Gulden Teufelsgeld, die er als Zeche für den Bürgermeister bezahlt hat, wirft der Wirt das Geld von sich und eine Flamme schlägt vom Boden hoch. Der Bärenhäuter scheint als Teufel überführt zu sein und soll erschlagen werden. Luise ruft jedoch andere Bauern zu Hilfe und schützt ihn selbst, weil sie davon überzeugt ist, dass er ein guter Mensch ist. Hans kann seine Wanderung unbehelligt fortsetzen.

### Dritter Akt
Drei Jahre sind verstrichen und Luise hat Hans die Treue gehalten. Nun waschen und putzen die Teufel den Bärenhäuter. Der letzte Versuch des Teufels scheitert, Hans in seiner Gewalt zu halten. Nixen sollten Hans im Schlaf umbuhlen und ihm den Ring entwenden, doch Hans erwacht vorher. Hans äußert nun seine drei Wünsche: Er möchte wieder so sein, wie er war, dieser Wunsch ist jedoch bereits erfüllt. Zweitens möchte er den Sack, frei von Geld und Spuk, und drittens möchte er vom Teufel ein für alle Mal in Ruhe gelassen werden. Das Bärenfell überlässt Hans dem Teufel zum Andenken, dass sich auch ein Teufel irren kann, und eilt zu seiner Braut.
Nach einem Orchesterzwischenspiel tritt Hans Der Fremde in den Weg und teilt ihm mit, dass die Plassenburg von den Wallensteinern überfallen wird, wenn er die schlafenden Burgbewohner nicht warnt. Der Angriff auf die Plassenburg wird vom Dorf in der Nähe von Kulmbach, in dem Hans seine Luise kennengelernt hatte, beobachtet. Da tritt Kaspar Wild hinzu, berichtet von der Rettungstat des Hans Kraft und alle gehen ins Wirtshaus zum Feiern. Der Bürgermeister will Luise davon überzeugen, den Bauern Veit zu heiraten. Die Schwestern verspotten sie und sie bleibt allein zurück.
Hans ist unbemerkt eingetreten und bittet Luise um Verbandszeug für die kleine Wunde, die er sich im Kampf zugezogen hat. Luise reicht ihm einen Becher mit Wasser, in den er seinen Ring fallen lässt. Luise erschrickt, weil sie glaubt, es handle sich um ihren Ring. Da ergibt sich Hans zu erkennen und jubelnd umarmen sich die beiden.
Nun kehrt Kaspar Wild mit einigen Bauern, dem Bürgermeister und dem betrügerische Wirt zurück. Hans schenkt dem Wirt den Sack, doch dieser läuft schreiend davon. Den Bauern gegenüber gibt sich Hans als ehemaliger Bärenhäuter zu erkennen und alle stimmen in das Dankgebet von Luise an die Engel ein.